# كأس كرواتيا 2016–17
كأس كرواتيا 2016–17 (بالكرواتية: Hrvatski nogometni kup 2016./17.)‏ هو الموسم 26 من كأس كرواتيا. أقيم خلال الفترة 24 أغسطس 2016 وحتى 31 مايو 2017، وأشرف على تنظيمه اتحاد كرواتيا لكرة القدم، وكان عدد الأندية المشاركة فيه 48، وفاز فيه نادي رييكا.